# Fiat Strada (281)
Le Fiat Strada (281) est un nouveau modèle de véhicule utilitaire en version pick-up qui reprend le nom de la première génération, lancée en 1998, dérivée de la world car projet 178 qui a donné les Fiat Palio et Siena construites dans plus de 10 pays dans le monde et notamment au Brésil.
Le nouveau pick-up Fiat Novo Strada est le fruit du projet ZFA.281 conduit par les bureaux d'études de la filiale brésilienne Fiat Automoveïs depuis 2017.
Selon l'annonce de Fiat Brésil, le "Novo Strada" est décliné en plusieurs versions :
- Working CS 1.4 Fire EVO
- Endurance CS 1.4 Fire EVO
- Endurance CD 1.4 Fire EVO
- Freedom CS 1.3 Firefly
- Freedom CD 1.3 Firefly
- Volcano CD 1.3 Firefly

avec une cabine double comportant 4 portières et une boîte de vitesses manuelle à 5 rapports, dans un premier temps, avec une boîte automatique CVT en 2021.
Les premiers exemplaires de présérie ont été fabriqués en octobre 2019 et Fiat Automoveïs a présenté ce nouveau modèle Novo Strada pour une commercialisation courant avril 2020.

Malgré le lancement de ce nouveau modèle, la commercialisation de l'ancienne version va se poursuivre, avec une gamme simplifiée.

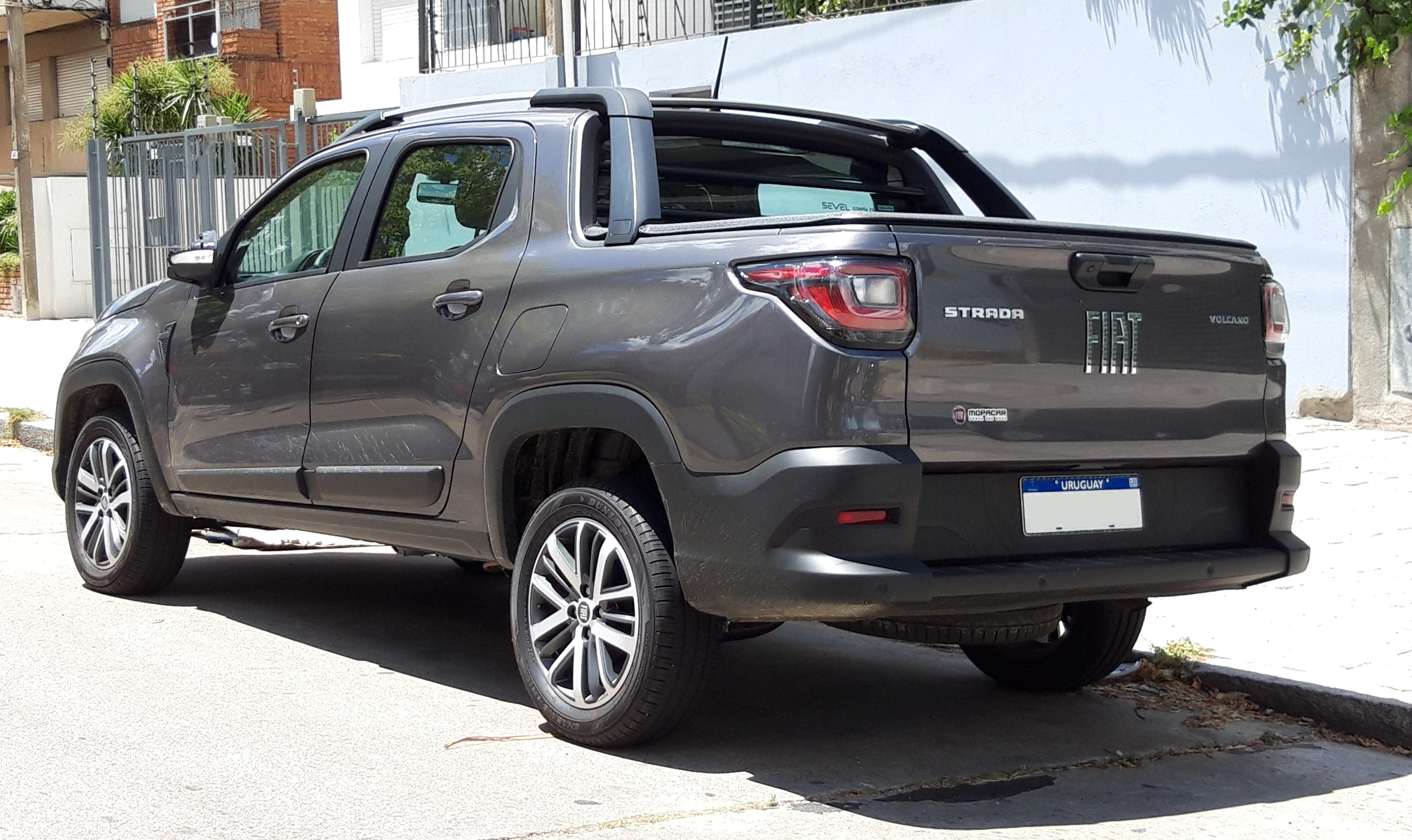
Fiat Strada
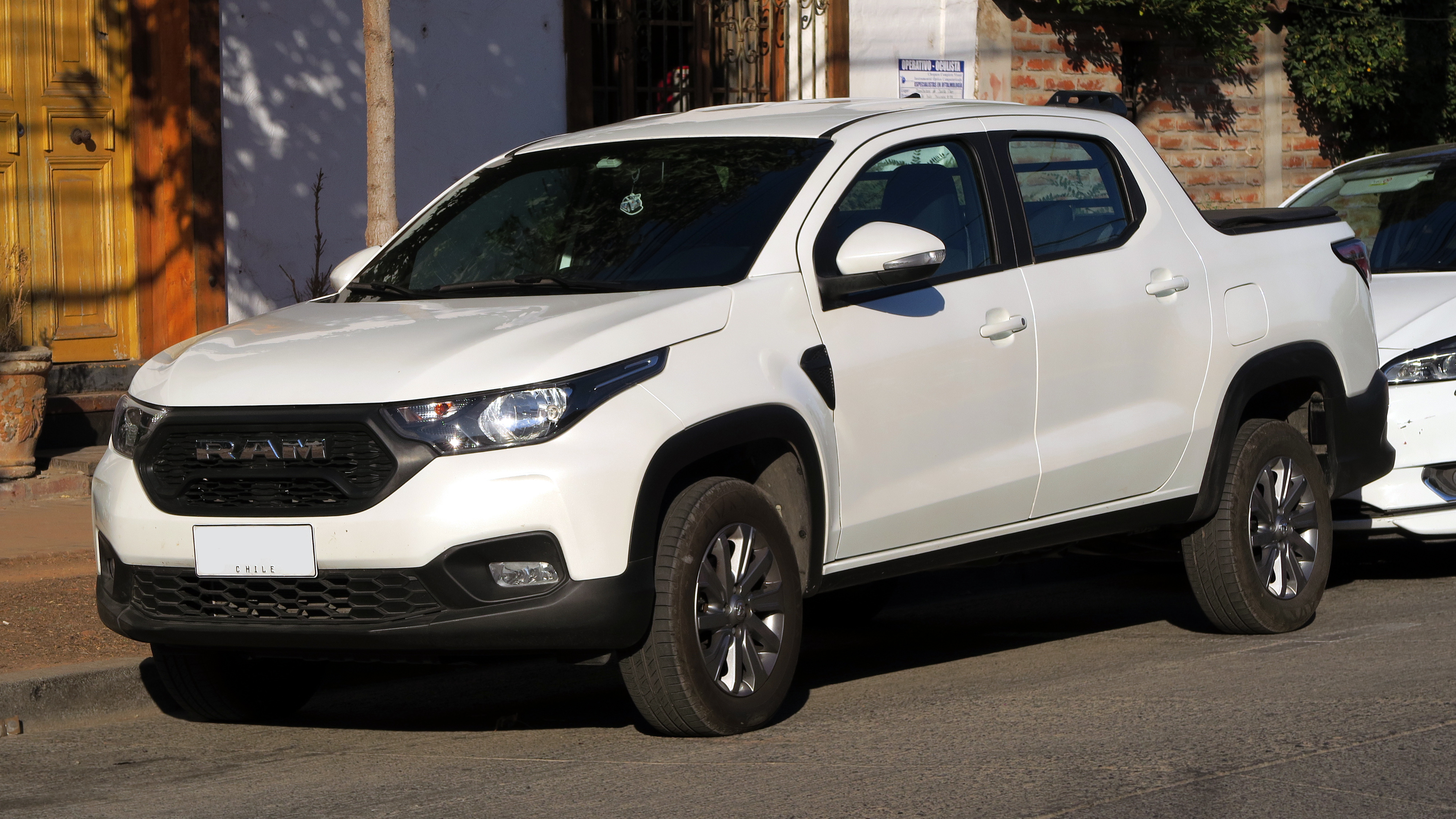
RAM 700

Il est exporté vers plusieurs pays d'Afrique sub-saharienne à partir de fin 2023.

## RAM 700
La 1re génération du RAM 700, lancée en 2015 sur le marché mexicain correspondait à la FIAT Strada 5e série

Depuis le 18 novembre 2020, le nouveau RAM 700 a vu le jour avec la nouvelle génération du pick-up FIAT Strada (281) destinée aux marchés américain et mexicain. Il est proposé en versions SLT (cabine classique et cabine multiplace).